# Blás Riveros
Blás Miguel Riveros Galeano (Itauguá, 3 febbraio 1998) è un calciatore paraguaiano, difensore del Talleres (C) e della nazionale paraguaiana.

## Carriera

### Club

#### Olimpia Asunción
Inizia la sua carriera con l'Olimpia Asunción nel 2015, dopo aver giocato nelle giovanili della squadra. Nello stesso anno vince il campionato

#### Basilea
Il 4 maggio 2016 il Basilea ingaggia Riveros con un contratto quinquennale. A causa dell'impegno in Copa América raggiungerà la sua nuova squadra solo a fine luglio.

#### Brøndby
Il 5 ottobre 2020 viene acquistato dal Brøndby.

#### Talleres
Il 1º settembre 2023 viene ceduto al Talleres (C).

### Nazionale
Con la nazionale Under-17 disputa i mondiali di categoria del 2015.
Viene convocato in nazionale maggiore a soli 18 anni per la Copa América Centenario del 2016.

## Statistiche

### Presenze e reti nei club
Statistiche aggiornate al 19 marzo 2025.
| Stagione            | Squadra             | Campionato          | Campionato | Campionato | Coppe nazionali | Coppe nazionali | Coppe nazionali | Coppe continentali | Coppe continentali | Coppe continentali | Altre coppe | Altre coppe | Altre coppe | Totale | Totale | Totale |
| Stagione            | Squadra             | Comp                | Pres       | Reti       | Comp            | Pres            | Reti            | Comp               | Pres               | Reti               | Comp        | Pres        | Reti        | Pres   | Reti   |        |
| ------------------- | ------------------- | ------------------- | ---------- | ---------- | --------------- | --------------- | --------------- | ------------------ | ------------------ | ------------------ | ----------- | ----------- | ----------- | ------ | ------ | ------ |
| 2015                | Olimpia             | A                   | 9          | 0          | -               | -               | -               | -                  | -                  | -                  | -           | -           | -           | 9      | 0      |        |
| gen.-giu. 2015      | Olimpia             | A                   | 11         | 0          | -               | -               | -               | CS                 | 3                  | 1                  | -           | -           | -           | 14     | 1      |        |
| Totale Olimpia      | Totale Olimpia      | Totale Olimpia      | 20         | 0          |                 | -               | -               |                    | 3                  | 1                  |             | -           | -           | 23     | 1      |        |
| 2016-2017           | Basilea U-21        | PL                  | 1          | 0          | -               | -               | -               | -                  | -                  | -                  | -           | -           | -           | 1      | 0      |        |
| 2017-2018           | Basilea U-21        | PL                  | 1          | 0          | -               | -               | -               | -                  | -                  | -                  | -           | -           | -           | 1      | 0      |        |
| 2018-2019           | Basilea U-21        | PL                  | 1          | 0          | -               | -               | -               | -                  | -                  | -                  | -           | -           | -           | 1      | 0      |        |
| Totale Basilea U-21 | Totale Basilea U-21 | Totale Basilea U-21 | 3          | 0          |                 | -               | -               |                    | -                  | -                  |             | -           | -           | 3      | 0      |        |
| 2016-2017           | Basilea             | SL                  | 8          | 0          | CS              | 2               | 0               | UCL                | -                  | -                  | -           | -           | -           | 10     | 0      |        |
| 2017-2018           | Basilea             | SL                  | 25         | 1          | CS              | 2               | 0               | UCL                | 5                  | 1                  | -           | -           | -           | 32     | 2      |        |
| 2018-2019           | Basilea             | SL                  | 19         | 2          | CS              | 3               | 0               | UCL+UEL            | 1+0                | 0                  | -           | -           | -           | 23     | 2      |        |
| 2019-2020           | Basilea             | SL                  | 18         | 0          | CS              | 4               | 0               | UCL+UEL            | 1+6                | 0                  | -           | -           | -           | 29     | 0      |        |
| ago.-ott. 2020      | Basilea             | SL                  | 1          | 0          | CS              | 0               | 0               | UEL                | 0                  | 0                  | -           | -           | -           | 1      | 0      |        |
| Totale Basilea      | Totale Basilea      | Totale Basilea      | 71         | 3          |                 | 11              | 0               |                    | 13                 | 1                  |             | -           | -           | 95     | 4      |        |
| 2020-2021           | Brøndby             | SL                  | 1          | 1          | CD              | 1               | 0               | -                  | -                  | -                  | -           | -           | -           | 2      | 1      |        |
| 2021-2022           | Brøndby             | SL                  | 8+10       | 0          | CD              | 3               | 0               | UEL                | 4                  | 0                  | -           | -           | -           | 25     | 0      |        |
| 2022-2023           | Brøndby             | SL                  | 16+9       | 0          | CD              | 1               | 0               | UECL               | 4                  | 1                  | -           | -           | -           | 30     | 1      |        |
| 2023-2024           | Brøndby             | SL                  | 5          | 0          | CD              | -               | -               | -                  | -                  | -                  | -           | -           | -           | 5      | 0      |        |
| Totale Brondby      | Totale Brondby      | Totale Brondby      | 30+19      | 1          |                 | 5               | 0               |                    | 8                  | 1                  |             | -           | -           | 62     | 2      |        |
| 2023                | Talleres (C)        | PD                  | 0          | 0          | CA+CdL          | 0+5             | 0               | -                  | -                  | -                  | -           | -           | -           | 5      | 0      |        |
| 2024                | Talleres (C)        | PD                  | 16         | 0          | CA+CdL          | 1+5             | 0               | CL                 | 3                  | 0                  | -           | -           | -           | 25     | 0      |        |
| 2025                | Talleres (C)        | PD                  | 7          | 0          | CA              | 1               | 0               | CL                 | 0                  | 0                  | SI          | 1           | 0           | 8      | 0      |        |
| Totale Talleres     | Totale Talleres     | Totale Talleres     | 23         | 0          |                 | 12              | 0               |                    | 3                  | 0                  |             | 1           | 0           | 39     | 0      |        |
| Totale carriera     | Totale carriera     | Totale carriera     | 166        | 4          |                 | 28              | 0               |                    | 27                 | 3                  |             | 1           | 0           | 222    | 7      |        |

### Cronologia presenze e reti in nazionale
| Cronologia completa delle presenze e delle reti in nazionale ― Paraguay | Cronologia completa delle presenze e delle reti in nazionale ― Paraguay | Cronologia completa delle presenze e delle reti in nazionale ― Paraguay | Cronologia completa delle presenze e delle reti in nazionale ― Paraguay | Cronologia completa delle presenze e delle reti in nazionale ― Paraguay | Cronologia completa delle presenze e delle reti in nazionale ― Paraguay | Cronologia completa delle presenze e delle reti in nazionale ― Paraguay | Cronologia completa delle presenze e delle reti in nazionale ― Paraguay |
| Data                                                                    | Città                                                                   | In casa                                                                 | Risultato                                                               | Ospiti                                                                  | Competizione                                                            | Reti                                                                    | Note                                                                    |
| ----------------------------------------------------------------------- | ----------------------------------------------------------------------- | ----------------------------------------------------------------------- | ----------------------------------------------------------------------- | ----------------------------------------------------------------------- | ----------------------------------------------------------------------- | ----------------------------------------------------------------------- | ----------------------------------------------------------------------- |
| 28-5-2016                                                               | Atlanta                                                                 | Messico                                                                 | 1 – 0                                                                   | Paraguay                                                                | Amichevole                                                              | -                                                                       |                                                                         |
| 5-9-2019                                                                | Kashima                                                                 | Giappone                                                                | 2 – 0                                                                   | Paraguay                                                                | Amichevole                                                              | -                                                                       | 46’                                                                     |
| 10-9-2019                                                               | Amman                                                                   | Giordania                                                               | 2 – 4                                                                   | Paraguay                                                                | Amichevole                                                              | -                                                                       |                                                                         |
| 10-10-2019                                                              | Krusevac                                                                | Serbia                                                                  | 1 – 0                                                                   | Paraguay                                                                | Amichevole                                                              | -                                                                       |                                                                         |
| 13-10-2019                                                              | Bratislava                                                              | Slovacchia                                                              | 1 – 1                                                                   | Paraguay                                                                | Amichevole                                                              | -                                                                       | 83’                                                                     |
| 14-11-2019                                                              | Sofia                                                                   | Bulgaria                                                                | 0 – 1                                                                   | Paraguay                                                                | Amichevole                                                              | -                                                                       |                                                                         |
| 19-11-2019                                                              | Riad                                                                    | Arabia Saudita                                                          | 0 – 0                                                                   | Paraguay                                                                | Amichevole                                                              | -                                                                       | 78’                                                                     |
| 9-10-2020                                                               | Asunción                                                                | Paraguay                                                                | 2 – 2                                                                   | Perù                                                                    | Qual. Mondiali 2022                                                     | -                                                                       |                                                                         |
| 13-10-2020                                                              | Mérida                                                                  | Venezuela                                                               | 0 – 1                                                                   | Paraguay                                                                | Qual. Mondiali 2022                                                     | -                                                                       |                                                                         |
| 24-3-2022                                                               | Ciudad del Este                                                         | Paraguay                                                                | 3 – 1                                                                   | Ecuador                                                                 | Qual. Mondiali 2022                                                     | -                                                                       | 39’, 88’                                                                |
| 2-6-2022                                                                | Sapporo                                                                 | Giappone                                                                | 4 – 1                                                                   | Paraguay                                                                | Amichevole                                                              | -                                                                       |                                                                         |
| 16-11-2022                                                              | Lima                                                                    | Perù                                                                    | 1 – 0                                                                   | Paraguay                                                                | Amichevole                                                              | -                                                                       |                                                                         |
| 7-9-2023                                                                | Ciudad del Este                                                         | Paraguay                                                                | 0 – 0                                                                   | Perù                                                                    | Qual. Mondiali 2026                                                     | -                                                                       |                                                                         |
| 10-9-2024                                                               | Asunción                                                                | Paraguay                                                                | 1 – 0                                                                   | Brasile                                                                 | Qual. Mondiali 2026                                                     | -                                                                       | 85’                                                                     |
| Totale                                                                  |                                                                         | Presenze                                                                | 14                                                                      |                                                                         | Reti                                                                    | 0                                                                       |                                                                         |

## Palmarès

### Club

#### Competizioni nazionali
- Campionato paraguaiano: 1

Olimpia Asunción: 2015
- Campionato svizzero: 1

Basilea: 2016-2017
- Campionato danese: 1

Brøndby: 2020-2021
- Coppa Svizzera: 2

Basilea: 2016-2017, 2018-2019
- Supercopa Internacional: 1

Talleres (C): 2023